# غريس إنيز كروفورد
غريس إنيز كروفورد (بالإنجليزية: Grace Inez Crawford)‏ هي مصممة أزياء تقليدية أمريكية، ولدت في 1889، وتوفيت في 1977.

## وصلات خارجية
- غريس إنيز كروفورد على موقع ميوزك برينز (الإنجليزية)